# Allogaster drumonti
Allogaster drumonti é uma espécie de cerambicídeo da tribo Achrysonini, com distribuição restrita à República do Congo.